# الين بومبارد
الين بومبارد (بالفرنسية: Alain Bombard)‏ (و. 1924 – 2005 م) هو سياسي من فرنسا . ولد في باريس . تولى منصب عضو المجلس العام، وعضو البرلمان الأوروبي .
وهو عضو في الحزب الاشتراكي .
توفي في تولون .

## التعليم
تعلم في École alsacienne